# Euphyia multilineata
Euphyia multilineata là một loài bướm đêm trong họ Geometridae.